# Isaac Saunders
Isaac Saunders (* 8. November 1808 in Westerly, Rhode Island; † 7. April 1888 in Scituate, Rhode Island) war ein US-amerikanischer Politiker. In den Jahren 1859 und 1860 war er Vizegouverneur des Bundesstaates Rhode Island.

## Leben
Über die Jugend und Schulausbildung von Isaac Saunders ist nichts überliefert. Beruflich war er in der Baumwollverarbeitung tätig. Im Jahr 1835 war er Mitbegründer der Saundersville Mill bzw. der Upper Mill, die er bis 1857 zusammen mit einem Partner führte. Diese Fabrik verarbeitete Baumwolle zu Kleidungsstoffen. Er lebte in North Scituate, wo er ein angesehener Bürger war. In den 1850er Jahren schloss er sich der damals gegründeten Republikanischen Partei an. Bei den Präsidentschaftswahlen des Jahres 1856 war er Wahlmann für deren dann bundesweit erfolglosen Kandidaten John C. Frémont.
1859 wurde Saunders an der Seite von Thomas G. Turner zum Vizegouverneur von Rhode Island gewählt. Dieses Amt bekleidete er zwischen 1859 und 1860. Dabei war er Stellvertreter des Gouverneurs und Vorsitzender des Staatssenats. Nach seiner Zeit als Vizegouverneur ist er politisch nicht mehr in Erscheinung getreten. Isaac Saunders starb am 7. April 1888 in Scituate.